# Birdy
Birdy, właśc. Jasmine Lucilla Elizabeth Jennifer van den Bogaerde (ur. 15 maja 1996 w Lymington) – angielska piosenkarka indierockowa i autorka tekstów.

## Życiorys
Urodziła się 15 maja 1996 w Lymington. Ma szkockie, angielskie, belgijskie oraz holenderskie pochodzenie. Kiedy miała siedem lat, jej matka nauczyła ją grać na pianinie. Rok później zaczęła komponować własną muzykę i pisać teksty. Uczyła się w Państwowej Szkole Prieslands w Lymington. Śpiewa i gra na fortepianie.
W 2008 zwyciężyła w konkursie muzycznym Open Mic UK, w którym zaśpiewała autorską piosenkę „So Be Free”. Po konkursie otrzymała propozycję podpisania kontraktu wydawniczego z wytwórnią Good Soldier Songs Ltd Christiana Tattersfielda. Następnie podpisała umowę z Warner Bros..
W styczniu 2011, mając 14 lat, wydała swój debiutancki singiel, którym została jej własna wersja utworu „Skinny Love” z repertuaru Bon Iver. Utwór stał się jej pierwszym przebojem w Wielkiej Brytanii i dotarł do 17. pozycji notowania Official Singles Chart Top 100. W kwietniu wydała oficjalny teledysk do piosenki, którego reżyserią zajęła się Sophie Muller. Utwór został wykorzystany w serialu Pamiętniki wampirów. W lipcu podczas programu Live Lounge radia BBC wykonała dwa covery: „The A Team” z repertuaru Eda Sheerana oraz „Shelter” The xx. Jej wersja utworu „Shelter” także została wykorzystana w serialu Pamiętniki wampirów. W listopadzie wydała debiutancki album studyjny, zatytułowany po prostu Birdy, na którym umieściła własne interpretacje znanych utworów oraz jeden oryginalny utwór. Płyta dotarła do pierwszego miejsca list najczęściej kupowanych płyt w Australii, Holandii i Flandrii i osiągnęła status potrójnie platynowej płyty we Francji oraz platynowej w Belgii i Wielkiej Brytanii. W sierpniu 2012 wydała minialbum pt. Live in London, na którym znalazła się jej wersja utworu „The A Team”, a także piosenka „Just a Game” ze ścieżki dźwiękowej do filmu Igrzyska śmierci.
W lipcu 2013 wydała „Wings”, pierwszy singel zapowiadający jej drugą płytę. Ujawniła też drugą piosenkę z płyty – „All You Never Say” oraz utwór „No Angel”. 23 września 2013 wydała album pt. Fire Within, który uplasował się w pierwszej piątce notowań w Szwajcarii, Belgii, Holandii, Australii i Niemczech, pokrywając się platyną we Francji i złotem w Szwajcarii, Niemczech, Belgii i Wielkiej Brytanii.
W maju 2014 została wydana ścieżka dźwiękowa do filmu Gwiazd naszych wina, na której znalazły się trzy utwory wykonane przez Birdy. W tym samym roku Birdy nagrała z Davidem Guettą utwór „I'll Keep Loving You”, który znalazł się na albumie Guetty pt. Listen. W sierpniu nagrała w duecie z angielskim piosenkarzem Rhodesem utwór „Let It All Go”, który znalazł się na jego debiutanckim albumie pt. Wishes.

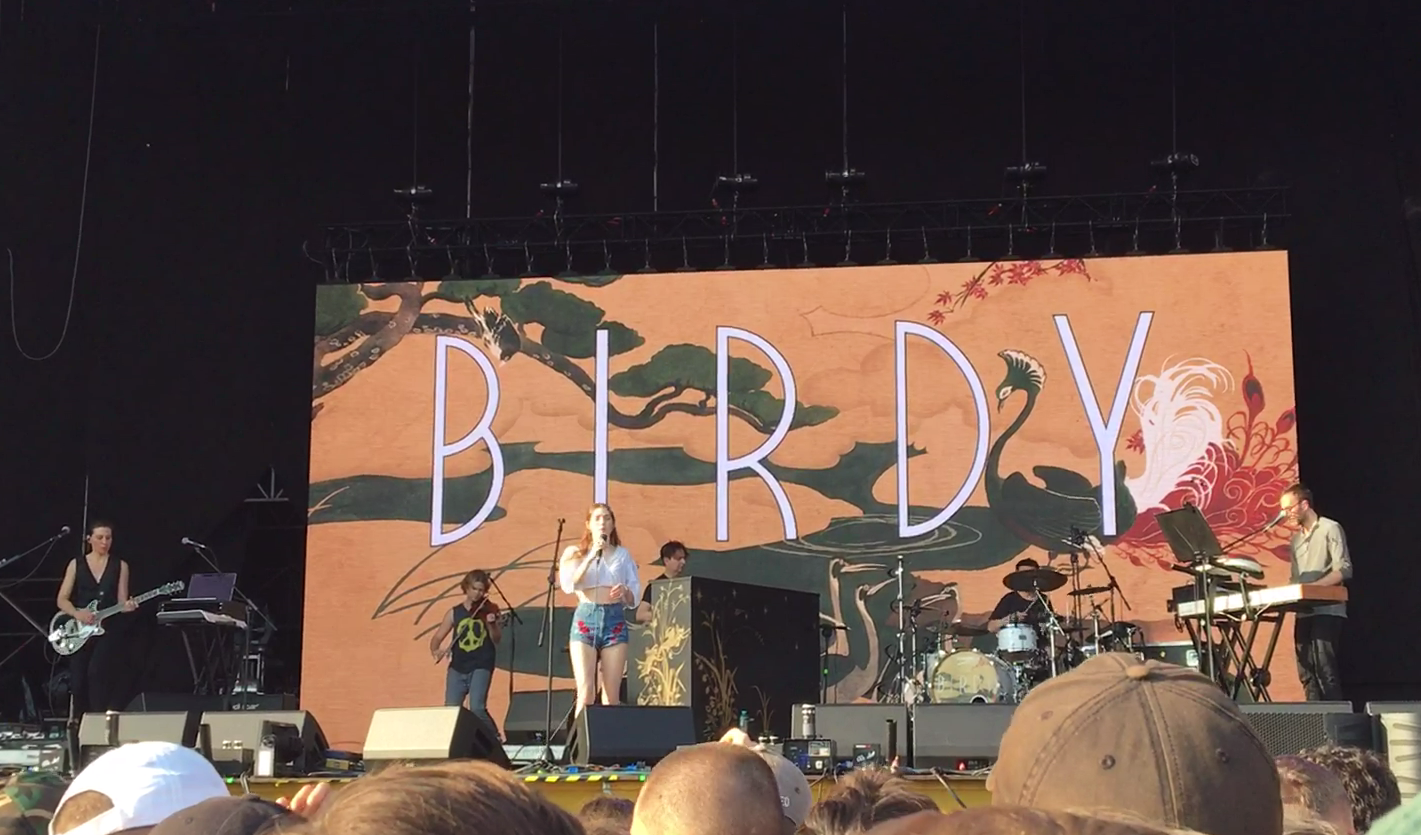
Koncert Birdy, Kraków 18 sierpnia 2017

W styczniu 2016 wydała utwór „Keeping Your Head Up”, którym zapowiedziała swój trzeci album studyjny. W marcu wydała drugi singiel, „Wild Horses”, a 25 marca nakładem wytwórni Atlantic i Warner Music ukazała się płyta pt. Beautiful Lies. 18 sierpnia 2017 wystąpiła podczas imprezy Kraków Live Festival w Polsce.
23 stycznia 2021 wydała singiel „Surrender”, a 12 lutego – „Loneliness”, które znajdą się na jej czwartym albumie. Premiera płyty pt. Young Heart zapowiedziana jest na 30 kwietnia 2021.

## Dyskografia
Albumy studyjne:
- 2011: Birdy
- 2013: Fire Within
- 2016: Beautiful Lies
- 2021: Young Heart(inne języki)
- 2023: Portraits